# Wierzchowiska
Wierzchowiska este o arie protejată (arie specială de conservare — SAC, sit de importanță comunitară — SCI) din Polonia întinsă pe o suprafață de 4,15 ha, integral pe uscat.

## Localizare
Centrul sitului Wierzchowiska este situat la coordonatele 51°07′22″N 22°15′36″E / 51.1227°N 22.26°E.

## Înființare
Situl Wierzchowiska a fost declarat sit de importanță comunitară în octombrie 2009 pentru a proteja 1 specie de plante. Situl a fost protejat și ca arie specială de conservare în februarie 2017.

## Biodiversitate
Situată în ecoregiunea continentală, aria protejată conține 1 habitat natural: Păduri stepice euro-siberiene cu Quercus spp..
La baza desemnării sitului se află o specie protejată de  plante: clopțelul cu frunze de crin (Adenophora lilifolia).